# Imanpa
Imanpa ist ein Ort im Northern Territory, Australien. Bei der Volkszählung 2021 hatte der Ort 124 Einwohner. Imanpa liegt 7 km nördlich vom Lasseter Highway, 160 km östlich vom Inselberg Uluru und 200 km südwestlich von Alice Springs.

## Geschichte
Der Ort wurde im Jahr 1978 gegründet. Das Gebiet wurde der Mount Ebenezer Rinderfarm entnommen, um einen zentralen Ort der dort ansässigen Viehhirten zu bilden. Heute befindet sich dort eine Schule für Schüler der Grund- sowie Mittelstufe, ebenso- eine Klinik, welche mit einer Krankenschwester besetzt ist, bei medizinischen Notfällen übernimmt jedoch der Royal Flying Doctor  die Behandlung.  Im Sommer 2009 eröffnete ein neuer Gemeinschaftsladen names "Yaatitjiti Store" in der Ortschaft, welcher Nahrungsmittel sowie Dinge des täglichen Bedarfs verkauft.

## Klima
Imanpa befindet sich in einer trockenen Klimazone  mit einem langen Sommer von Oktober bis Mitte März. Die durchschnittliche Tageshöchsttemperatur im Januar beträgt meist über 35˚C, auch Temperaturen über 40˚C sind keine Seltenheit. Im Winter sind die Temperaturen mild und bewegen sich meist um etwa 20˚C. Der Niederschlag beschränkt sich auf wenige Tage im Jahr.